# Gabriel Costa França
Gabriel Costa França, conhecido simplesmente como Gabriel (Pedro Leopoldo, 14 de março de 1995) é um futebolista brasileiro que atua como zagueiro. Atualmente defende o RB Omiya Ardija.

## Carreira

### Atlético Mineiro
Nascido em Pedro Leopoldo e criado na cidade de Matozinhos, Gabriel ingressou nas categorias de base do Atlético Mineiro em 2005. Ele fez sua estreia pelo time principal em 8 de fevereiro de 2014, entrando como titular na derrota por 2 a 0 para o Tupi, partida válida pelo Campeonato Mineiro. Não voltou a entrar em campo na temporada 2014, e em 2015 foi reintegrado à equipe júnior.
Em 2016, Gabriel foi promovido em definitivo à equipe principal. Participou de três partidas do Campeonato Mineiro daquele ano, e em 14 de maio de 2016 fez sua estreia no Campeonato Brasileiro, na vitória por 1 a 0 sobre o Santos. Ao longo da temporada, se firmou na equipe titular e encerrou o ano com 25 partidas disputadas e um gol marcado - o seu primeiro como profissional, marcado na final da Copa do Brasil sobre o Grêmio.

### Botafogo
Em 3 de janeiro de 2019, Gabriel se transferiu ao Botafogo. O acordo era a princípio por duas temporadas, mas ele retornou ao Atlético no início de 2020.

### Yokohama FC
Em 13 de julho de 2021, Gabriel se transferiu ao Yokohama FC, do Japão.

## Estatísticas
Atualizado até 13 de julho de 2021.
| Clube             | Temporada         | Liga  | Liga | Copa  | Copa | Competições Continentais | Competições Continentais | Estadual | Estadual | Outros Torneios | Outros Torneios | Total | Total |
| Clube             | Temporada         | Jogos | Gols | Jogos | Gols | Jogos                    | Gols                     | Jogos    | Gols     | Jogos           | Gols            | Jogos | Gols  |
| ----------------- | ----------------- | ----- | ---- | ----- | ---- | ------------------------ | ------------------------ | -------- | -------- | --------------- | --------------- | ----- | ----- |
| Atlético Mineiro  | 2014              | 0     | 0    | –     | –    | –                        | –                        | 1        | 0        | –               | –               | 1     | 0     |
| Atlético Mineiro  | 2016              | 15    | 0    | 6     | 1    | 0                        | 0                        | 3        | 0        | 1               | 0               | 25    | 1     |
| Atlético Mineiro  | 2017              | 26    | 1    | 4     | 0    | 7                        | 0                        | 14       | 1        | 5               | 0               | 56    | 2     |
| Atlético Mineiro  | 2018              | 21    | 0    | 7     | 0    | 1                        | 0                        | 12       | 0        | –               | –               | 41    | 0     |
| Atlético Mineiro  | 2020              | 9     | 0    | 1     | 1    | 2                        | 0                        | 9        | 1        | –               | –               | 21    | 2     |
| Atlético Mineiro  | 2021              | 5     | 1    | 1     | 0    | 1                        | 0                        | 7        | 1        | –               | –               | 14    | 2     |
| Atlético Mineiro  | Total             | 76    | 2    | 19    | 2    | 11                       | 0                        | 46       | 3        | 6               | 0               | 158   | 7     |
| Botafogo          | 2019              | 34    | 1    | 4     | 0    | 4                        | 0                        | 10       | 0        | –               | –               | 52    | 1     |
| Botafogo          | Total             | 34    | 1    | 4     | 0    | 4                        | 0                        | 10       | 0        | –               | –               | 52    | 1     |
| Total na carreira | Total na carreira | 110   | 3    | 23    | 2    | 15                       | 0                        | 56       | 3        | 6               | 0               | 210   | 8     |

## Títulos
Atlético Mineiro
- Campeonato Mineiro: 2017, 2020, 2021